# 생방송 시시각각
《생방송 시시각각》은 대구MBC TV에서 매주 수요일 오후 6시 5분에 방송 중인 대구 지역 저녁 교양 정보 프로그램이다.

## 프로그램 소개
대구 경북 지역을 다양한 시선으로 들여다보는 “생방송 시시각각”
시시각각 변화하는 우리 지역의 이야기에서부터 현장에서 듣는 지역민의 생생한 목소리까지 각종 생활 정보와 지역 행사를 빠르게 알려드리는 지역 초밀착 프로그램 “생방송 시시각각”이 시작됩니다.

## 방송 시간
| 방송 채널  | 방송 기간             | 방송 시간                                          | 방송 분량 |
| ---------- | --------------------- | -------------------------------------------------- | --------- |
| 대구MBC TV | 일자 미상 ~ 일자 미상 | 매주 평일 오후 6시 50분 ~ 오후 7시 45분            | 55분      |
| 대구MBC TV | 일자 미상 ~ 일자 미상 | 매주 월요일 ~ 목요일 오후 6시 50분 ~ 오후 7시 45분 | 55분      |
| 대구MBC TV | 일자 미상 ~ 일자 미상 | 매주 수요일 오후 6시 10분 ~ 오후 7시 10분          | 1시간     |
| 대구MBC TV | 일자 미상 ~ 현재      | 매주 수요일 오후 6시 5분 ~ 오후 7시 5분            | 1시간     |
| 대구MBC TV | 일자 미상 ~ 일자 미상 | 매주 수요일, 금요일 오후 6시 10분 ~ 오후 7시 15분  | 1시간 5분 |
| 대구MBC TV | 일자 미상 ~ 일자 미상 | 매주 수요일 오후 6시 25분 ~ 오후 7시 30분          | 1시간 5분 |

## MC
| 대수 | 진행자 | 진행자 | 진행 기간        | 비고  |
| 대수 | 남성   | 여성   | 진행 기간        | 비고  |
| ---- | ------ | ------ | ---------------- | ----- |
| 1대  | 이동훈 | 이유진 | 일자 미상 ~ 현재 | [ 1 ] |

## 타이틀 변천사
| 기수 | 프로그램 타이틀       | 방송 기간                   |
| ---- | --------------------- | --------------------------- |
| 1기  | 생방송 전국시대       | 일자 미상 ~ 일자 미상       |
| 2기  | 특별한 저녁 생생 오늘 | 일자 미상 ~ 일자 미상       |
| 3기  | 생방송 징검다리       | 일자 미상 ~ 2017년 5월 13일 |
| 4기  | 생방송 시시각각       | 2017년 5월 16일 ~ 현재      |